# Domäne Mechtildshausen

Das Logo des Betriebs

Die Domäne Mechtildshausen bei Wiesbaden-Erbenheim ist ein landwirtschaftlicher Betrieb, der als Sozialeinrichtung der Wiesbadener Jugendwerkstatt geführt wird. Sie gehört zum Wiesbadener Ortsbezirk Delkenheim. Das Hofgut selbst ist mehrere Hundert Jahre alt und diente bereits zur Zeit der Karolinger der Bewirtschaftung der Felder. Die heutige Pachtung durch die Wiesbadener Jugendwerkstatt verfolgt den Zweck, benachteiligte Jugendliche auszubilden und Langzeitarbeitslose in das Berufsleben zu reintegrieren. Insgesamt werden an den verschiedenen Standorten der Domäne heute 500 Jugendliche in zahlreichen unterschiedlichen Berufen ausgebildet.

## Geschichte

### Mittelalter
Bereits im 12. Jahrhundert wird die Domäne erstmals urkundlich erwähnt. Keimzelle der Domäne war eine später zum Krongut ausgebaute Gerichtsstätte des schon in der Zeit der Merowinger bestehenden Königssondergaues, der sich vom Kriftelbach im Osten bis zur Walluf im Westen erstreckte. Seit dem Ende des 12. Jahrhunderts hatten die Herren von Eppstein in der östlichen Hälfte des Gebietes das Mechtildshäuser Landgericht als königliches Lehen inne; in der westlichen Hälfte war Wiesbaden Reichslehen der Grafen von Nassau. Nach der Nassauisch-Eppsteinischen Fehde wurden diese Besitzverhältnisse 1283 bestätigt.
Mit der Länderteilung des Hauses Eppstein im Jahre 1433 fiel die östliche Hälfte größtenteils an die Linie Eppstein-Münzenberg. Nach verschiedenen Abspaltungen im 15. Jahrhundert – so kam zum Beispiel Bierstadt 1441 an die Grafen von Nassau, Hochheim 1478 an Kurmainz – stimmte das Gebiet des Mechtildshäuser Landgerichts im Wesentlichen mit dem des sogenannten Ländchens überein. Im Jahre 1492 kam das Gebiet durch Kauf an die Landgrafschaft Hessen.

### Jüngere Geschichte

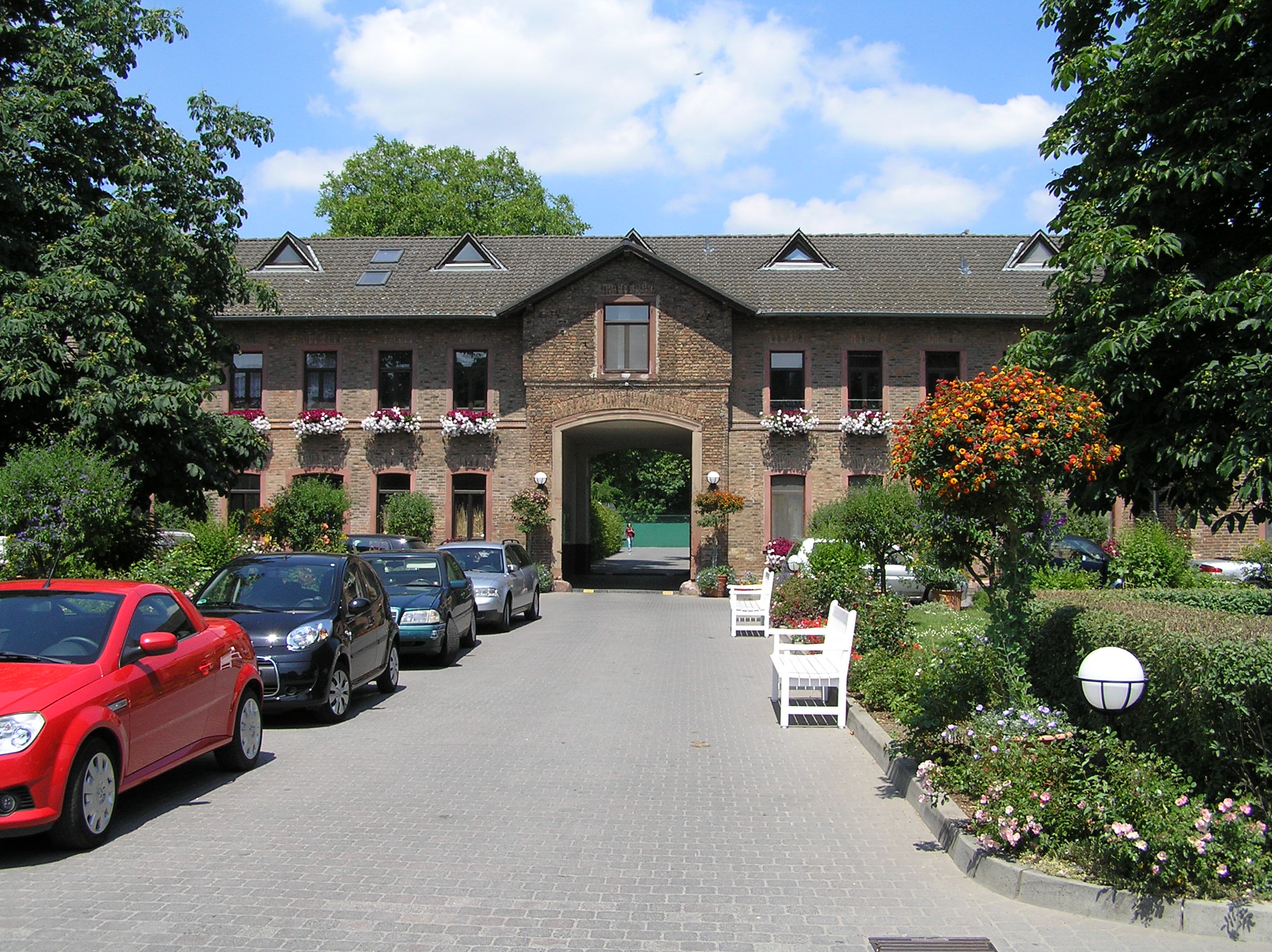
Einfahrt zur Domäne und Teil des Hofs

1803/1806 ging das Land an das Herzogtum Nassau über, nach dem Deutschen Krieg 1866 an die preußische Provinz Hessen-Nassau. Nach 1945 kam die Domäne mit der Gründung Hessens als Staatsdomäne in den Besitz des Landes.
Bis in die 1980er Jahre wurde die Domäne als landwirtschaftlicher Betrieb verpachtet, letzte Pächter waren die Eltern von Dorothee Schneider. Die Pachtung durch die Wiesbadener Jugendwerkstatt erfolgte ab 1987. Im selben Jahr wurde die landwirtschaftliche Produktion auf organisch-biologische Grundsätze umgestellt und führte nach einer fünfjährigen Umstellungszeit zur Anerkennung als Bioland-Betrieb. 1997 besuchte Prinz Charles die Domäne Mechtildshausen, um sich die landwirtschaftlichen Prinzipien demonstrieren zu lassen, und speiste anschließend im Hofrestaurant.
Im Oktober 2008 führten SPD und Grüne für zwei Wochen Koalitionsverhandlungen in der Domäne, um unter der Führung von Andrea Ypsilanti einen Wechsel der Landesregierung in Hessen vorzubereiten (was schließlich scheiterte).

### Teilweiser Verkauf an die Bundesrepublik Deutschland
Gemäß einem Antrag der Hessischen Landesregierung vom September 2008 wurden Teile des zur Domäne gehörenden Landes an die Bundesrepublik Deutschland verkauft. Der Verkauf stand im Zusammenhang mit der Verlagerung des europäischen Hauptquartiers der US-Streitkräfte von Heidelberg nach Wiesbaden. Zu diesem Zweck wurden dem an die Domäne angrenzenden US-amerikanischen Militärflugplatz zusätzliche Bebauungsflächen zur Verfügung gestellt, die bis dahin zur Domänenfläche gehören. Es wurde ein neuer Pachtvertrag ausgearbeitet, in dessen Rahmen der Domäne Mechtildshausen Ersatzflächen zur Verfügung gestellt sowie entstehende Kostennachteile durch die Bundesrepublik Deutschland ausgeglichen worden sind.
Weitere Informationen zu den Ausbaumaßnahmen des Militärflugplatzes sind dem Artikel Flughafen Erbenheim zu entnehmen.

## Die Domäne heute

### Hofmarkt

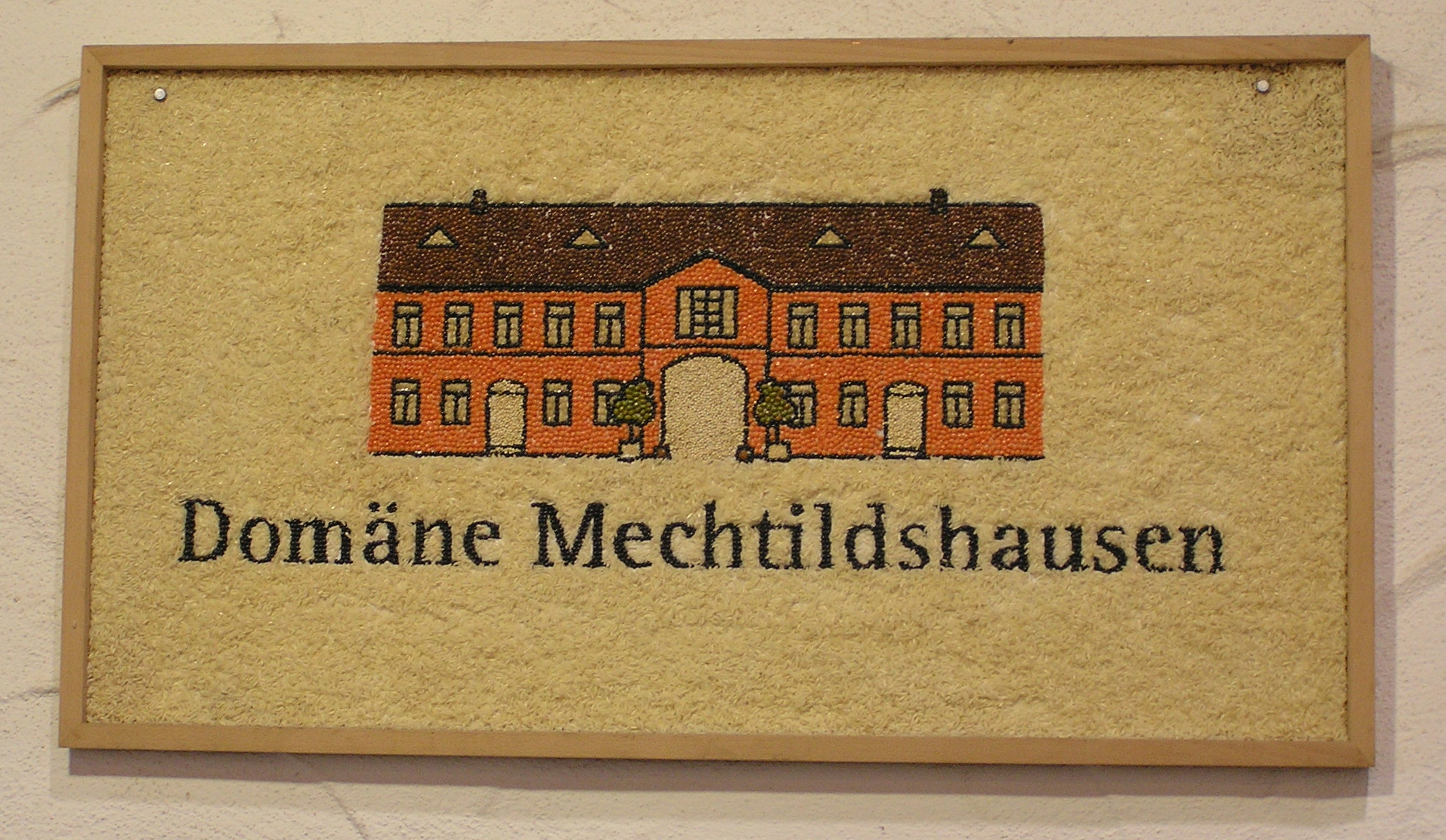
Logo der Domäne als Handarbeit im Hofmarkt

Die erwirtschafteten und erzeugten Produkte werden am Hof selbst in mehreren Gebäuden angeboten. Neben dem Hofmarkt mit Obst, Gemüse und anderen landwirtschaftlichen Produkten findet sich dort eine Metzgerei und eine Bäckerei. Im hinteren Bereich der Bäckerei werden zudem Molkereiprodukte angeboten. Zusätzlich werden im Hofbereich ein Restaurant, ein Café sowie ein Gästehaus geführt.

### Landwirtschaftliche Produktion und Tierhaltung

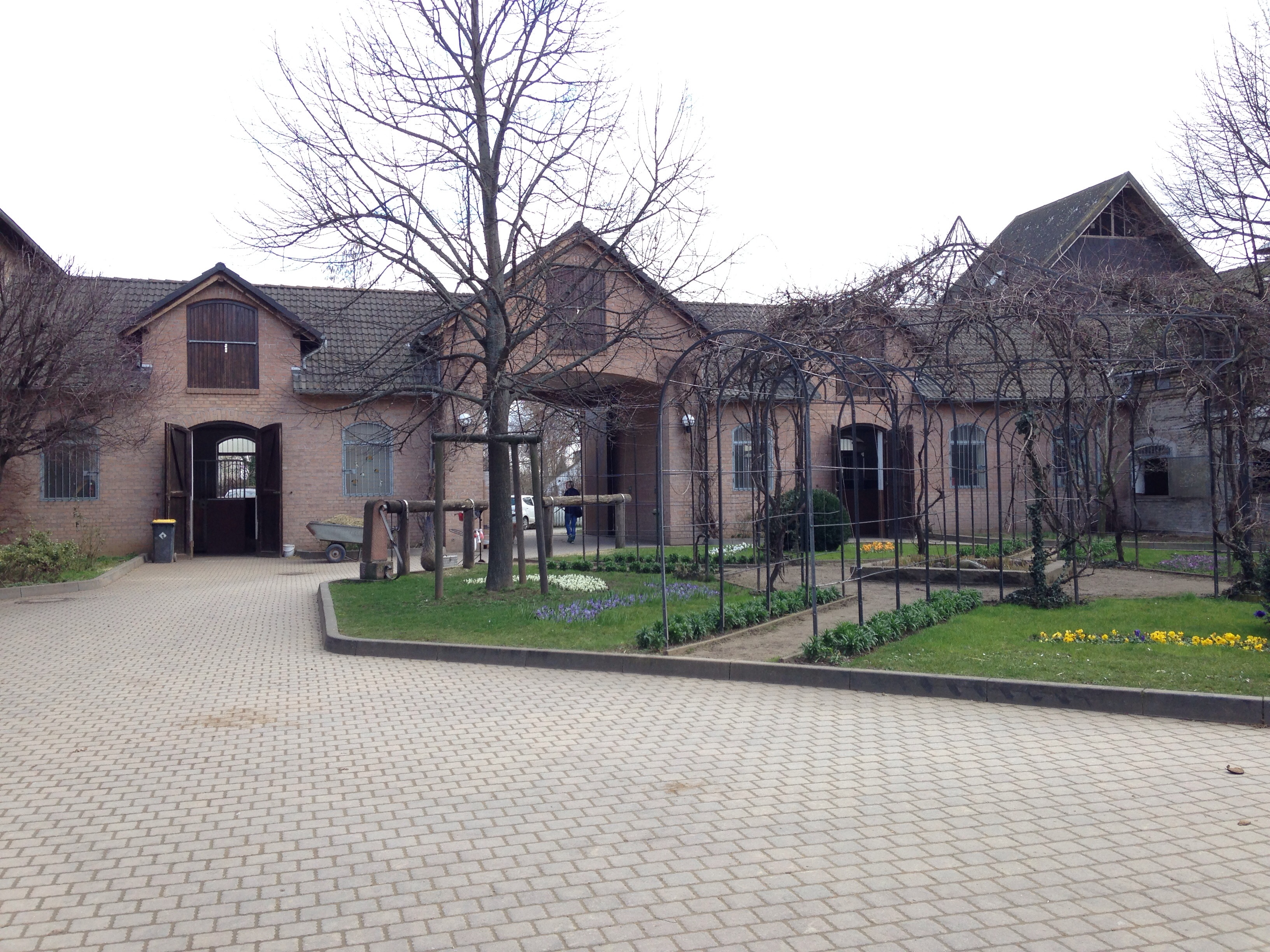
Pferdeställe in der Domäne Mechtildshausen

Zu den angebauten Produkten gehören über 80 verschiedene Gemüsearten, diverse Kern- und Steinobstsorten sowie Beerenobst. Die Basis der Rinderhaltung ist eine Charolais-Herde mit über 250 Kühen und ca. 15 Zuchtbullen. Jährlich werden zirka 250 Kälber auf der Domäne geboren. Seit einigen Jahren werden auch die sehr seltenen Glanrinder auf der Domäne gezüchtet. Zur Milchgewinnung dienen über 50 Montbéliard- sowie acht Jersey-Kühe. Die Geflügelhaltung zur Eier- und Geflügelfleisch-Produktion umfasst 3000 Hühner sowie jährlich 1000 Gänse und 800 Enten, darüber hinaus auch Wachteln und Tauben. Die Schweinehaltung basiert auf der „Deutschen Landrasse“. Außerdem hält die Domäne seit neustem eine Herde von 20 Haflinger-Pferden, deren Stutenmilch als Molkereiprodukt angeboten wird, aber auch die Entwicklung von Naturkosmetik ermöglichen soll.

### Lage
Die Domäne Mechtildshausen liegt heute in unmittelbarer Nachbarschaft des US-amerikanischen Militärflugplatzes Erbenheim. Im Mittelalter lag sie an einer Via Regia, die eine wichtige Verkehrsverbindung zwischen West- und Osteuropa war. Noch heute heißt diese Straße so wie damals „Steinern Straße“.
Am Haupt-Standort Mechtildshausen werden heute 185 ha Land bewirtschaftet. Die insgesamt bewirtschaftete Fläche umfasst 650 ha, darunter 30 ha am Hofgut Klarental, 140 ha in Kooperation mit dem Kalmenhof am Gassenbacher Hof bei Idstein sowie 60 ha in Watzelhain. Die reine Ackerbaufläche beträgt dabei insgesamt 250 ha.